# Troféu Internet de 2025
O Troféu Internet de 2025 foi a 19ª edição da premiação organizada pelo Sistema Brasileiro de Televisão (SBT), reconhecendo os melhores artistas da televisão e da música brasileira no ano de 2024. A cerimônia foi realizada durante a 60.ª edição do Troféu Imprensa e marcou um momento histórico, pois foi a primeira vez sem a apresentação de Silvio Santos, que morreu em 2024. A condução do evento ficou a cargo de Celso Portiolli e Patrícia Abravanel, dando continuidade ao legado do apresentador.
As edições de 2023 e 2024 não foram realizadas devido a mudanças na programação do SBT, que optou por adiar o evento diante das incertezas relacionadas à sua produção. Com o seu retorno em 2025, o Troféu Internet volta a qualificar os três mais votados para apreciação e votação do júri técnico no Troféu Imprensa.

## Vencedores e indicados

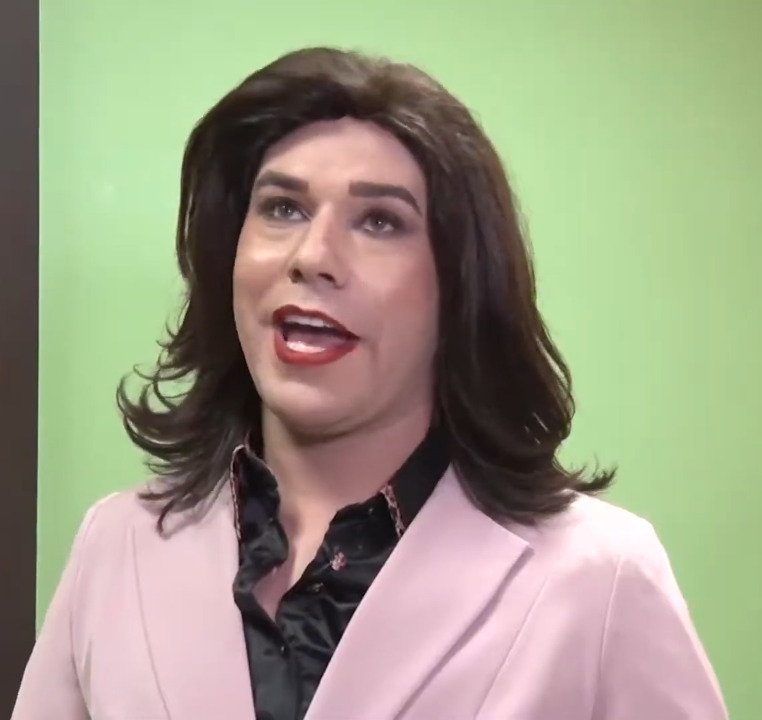
Tiago Barnabé, Humorista

Os vencedores estão listados em primeiro e destacados em negrito.
| Melhor Novela | Melhor Documentário |
| --- | --- |

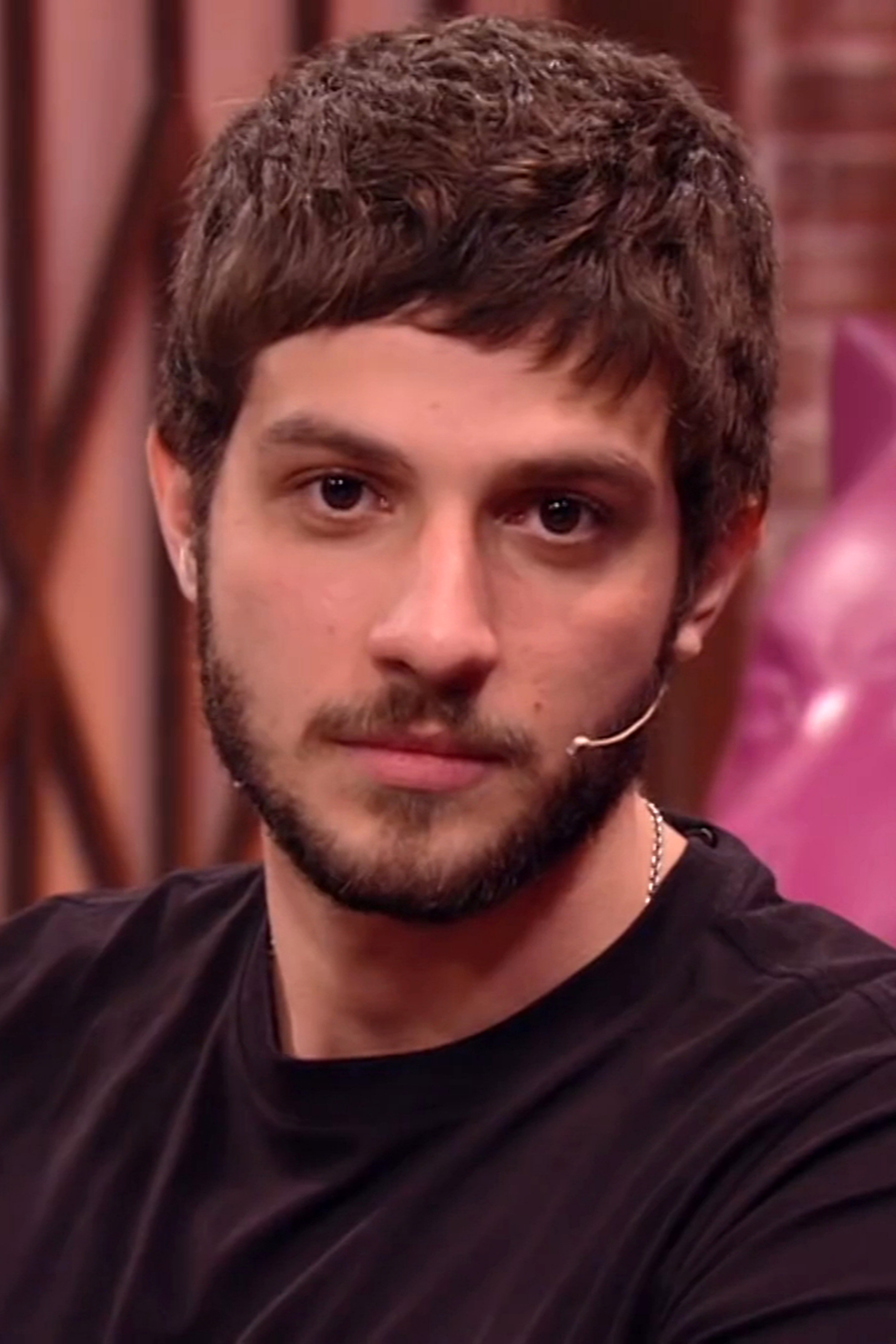
Chay Suede, Ator

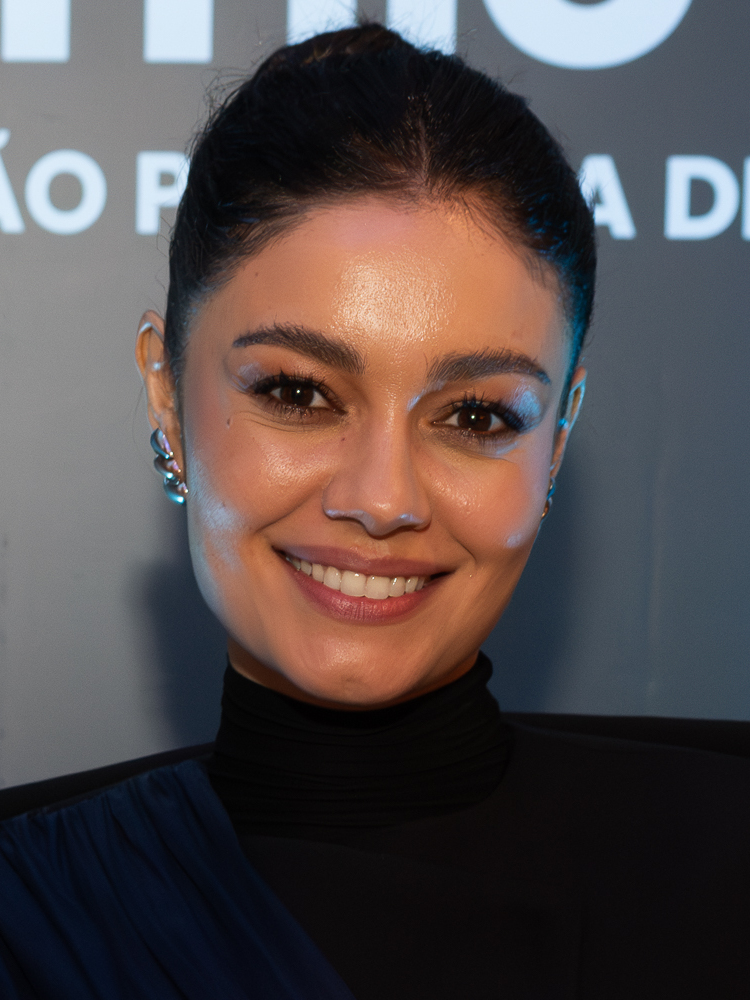
Sophie Charlotte, Atriz

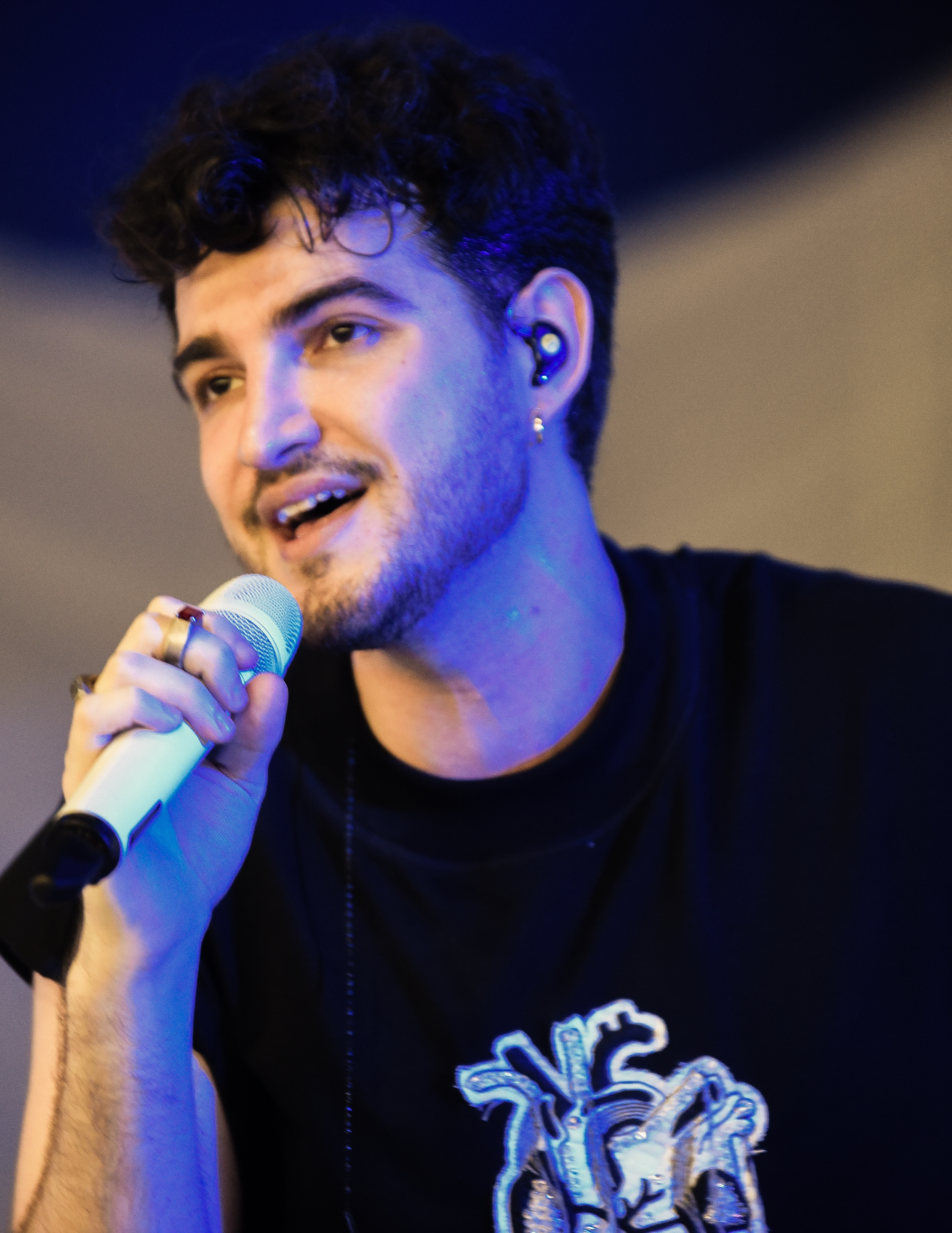
Jão, Cantor

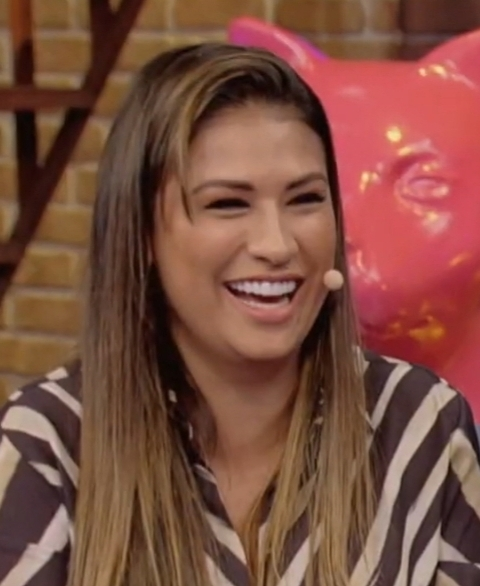
Simone Mendes, Cantora

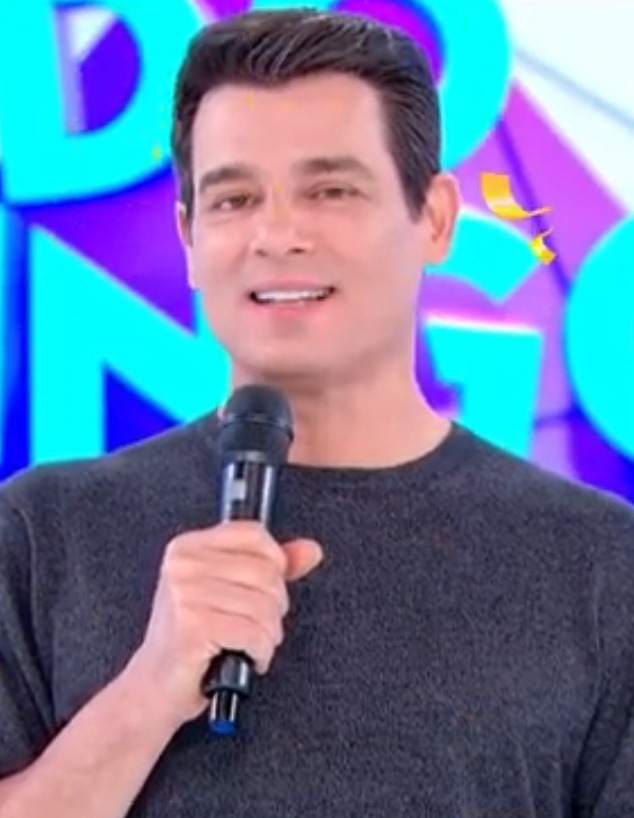
Celso Portiolli, Apresentador

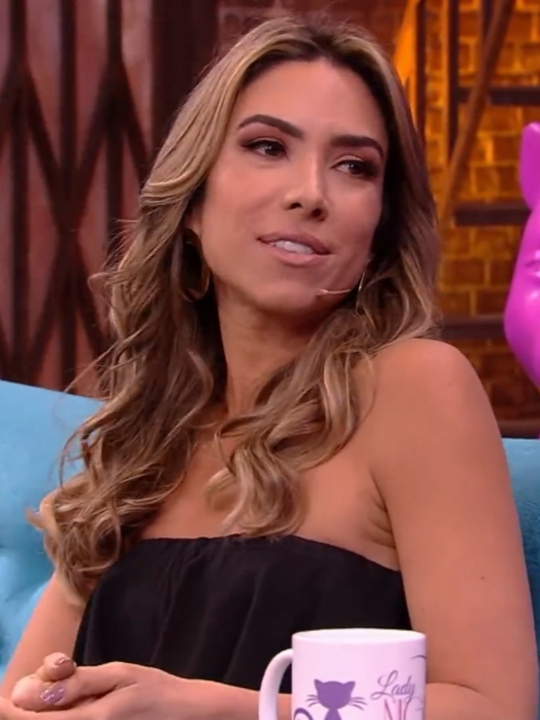
Patrícia Abravanel, Apresentadora

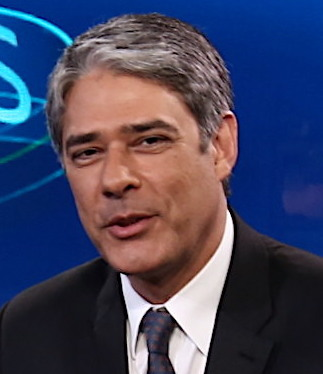
William Bonner, Jornalista

| - Renascer – TV Globo - A Caverna Encantada – SBT - Garota do Momento – TV Globo - Mania de Você – TV Globo - No Rancho Fundo – TV Globo                                                                     | - Silvio Santos: Vale Mais do que Dinheiro – +SBT - Gugu, Toninho e Augusto – +SBT - Hebe, a Cara da Coragem – +SBT - Luiz Melodia – No Coração do Brasil – Embaúba Filmes - Pra Sempre Paquitas – Globoplay   |
| Melhor Ator | Melhor Atriz |
| - Chay Suede – Mavi em Mania de Você - Juan Paiva – João Pedro em Renascer - Marcos Palmeira – José Inocêncio em Renascer - Nicolas Prattes – Rudá em Mania de Você - Tony Ramos – Antônio em Terra e Paixão | - Sophie Charlotte – Eliana em Renascer - Adriana Esteves – Mércia em Mania de Você - Agatha Moreira – Luma em Mania de Você - Andréa Beltrão – Zefa em No Rancho Fundo - Juliana Paes – Jacutinga em Renascer |
| Melhor Cantor | Melhor Cantora |
| - Jão - Gusttavo Lima - Luan Pereira - Luan Santana - Zé Felipe | - Simone Mendes - Ana Castela - Anitta - Joelma - Lauana Prado |
| Melhor Música | Revelação |
| - "Voando pro Pará" – Joelma com part. de Pedro Sampaio - "Descer pra BC" – Brenno & Matheus - "Dois Tristes" – Simone Mendes - "Nosso Primeiro Beijo" – Gloria Groove - "Só Fé" – Grelo                     | - Cariúcha - Grelo - Priscila Reis - Viviane Batidão - Zaynara |
| Melhor Apresentador | Melhor Apresentadora |
| - Celso Portiolli – Domingo Legal - Luciano Huck – Domingão com Huck - Marcos Mion – Caldeirão com Mion - Ratinho – Programa do Ratinho - Tom Cavalcante – Acerte ou Caia!                                   | - Patrícia Abravanel – Programa Silvio Santos - Ana Maria Braga – Mais Você - Eliana – Eliana - Tatá Werneck – Lady Night - Virginia Fonseca – Sabadou com Virginia                                            |
| Melhor Jornalista | Melhor Humorista |
| - William Bonner – Jornal Nacional - César Filho – SBT Brasil - César Tralli – Jornal Hoje - Renata Vasconcellos – Jornal Nacional - Simone Queiroz – SBT Brasil                                             | - Tiago Barnabé - Blogueirinha - Igor Guimarães - Paulo Vieira - Tatá Werneck |
| Melhor Programa de Auditório | Melhor Programa Diário |
| - Programa Silvio Santos – SBT - Altas Horas – TV Globo - Domingão com Huck – TV Globo - Domingo Legal – SBT - Programa do Ratinho – SBT                                                                     | - Mais Você – TV Globo - A Tarde É Sua – RedeTV! - Encontro com Patrícia Poeta – TV Globo - Fofocalizando – SBT - Hoje em Dia – Record                                                                         |
| Melhor Jornal | Melhor Programa Jornalístico |
| - SBT Brasil – SBT - Jornal da Band – Band - Jornal da Record – Record - Jornal Hoje – TV Globo - Jornal Nacional – TV Globo                                                                                 | - Profissão Repórter – TV Globo - Domingo Espetacular – Record - Estúdio i – GloboNews - Fantástico – TV Globo - Globo Repórter – TV Globo                                                                     |
| Melhor Talk Show ou Programa de Entrevista | Melhor Conteúdo Infantil |
| - The Noite com Danilo Gentili – SBT - Conversa com Bial – TV Globo - De Frente com Blogueirinha – DiaTV - Lady Night – Multishow - Roda Viva – TV Cultura                                                   | - Sábado Animado – SBT - Galinha Pintadinha - O Picapau Amarelo – +SBT - Parque Patati Patatá – SBT - Quintal da Cultura – TV Cultura                                                                          |
| Melhor Reality | Melhor Reality de Culinária |
| - A Fazenda – Record - Big Brother Brasil – TV Globo - De Férias com o Ex Brasil – MTV - Ilhados com a Sogra – Netflix - The Masked Singer Brasil – TV Globo                                                 | - MasterChef Brasil – Band - Bake Off Brasil: Mão na Massa – SBT - Jogo de Panelas – TV Globo - Minha Mulher Que Manda – SBT - The Taste Brasil – GNT                                                          |
| Melhor Game Show | |
| - Show do Milhão – SBT - Acerte ou Caia! – Record - Comprar é Bom, Levar é Melhor – SBT - Passa ou Repassa – SBT - Quem Quer Ser Um Milionário? – TV Globo                                                   | |